# Đội tuyển bóng đá trong nhà quốc gia Liban
Đội tuyển bóng đá trong nhà quốc gia Liban (tiếng Ả Rập: لبنان الوطني لكرة القدم – tiếng Pháp: Équipe du Liban de football) đại diện cho Cộng hòa Liban tại các giải đấu bóng đá trong nhà quốc tế. Biệt danh chính thức của đội là "The Cedars". Đội tuyển được quản lý bởi Hiệp hội bóng đá Liban (LFA), hiện nay là một thành viên của Liên đoàn bóng đá châu Á (AFC) và Liên đoàn bóng đá Tây Á (WAFF).

## Các giải đấu

### Giải vô địch bóng đá trong nhà thế giới
- 1989–2000 – Không tham dự
- 2004–2021 – Không vượt qua vòng loại

### Giải vô địch bóng đá trong nhà châu Á
- 1999–2002  – Không tham dự
- 2003 – Vòng 1
- 2004 – Tứ kết
- 2005 – Vòng 1
- 2006 – Vòng 1
- 2007 – Tứ kết
- 2008 – Tứ kết
- 2010 – Tứ kết
- 2012 – Tứ kết
- 2014 – Tứ kết
- 2016 – Vòng 1
- 2018 – Tứ kết
- 2022 – Vòng bảng

### Giải vô địch bóng đá trong nhà Tây Á
- 2007 –  Hạng hai
- 2009 – Hạng tư
- 2012 – Không tham dự

### Giải vô địch bóng đá trong nhà Ả Rập
- 1998 – Không tham dự
- 2005 –  Hạng ba
- 2007 –  Hạng ba
- 2008 – Hạng tư